# Hallucination (låt)
Hallucination är en låt framförd av den danska sångerskan Sissal. Låten, som är skriven av Sissal tillsammans med bland andra Chris Rohde-Frisk, Lina Spangsberg, Linnea Deb och Marcus Winther-John, representerade Danmark i Eurovision Song Contest 2025 i Basel i Schweiz där den slutade på 23:e plats i finalen.